# تپه ورزانو
تپه ورزانو مربوط به سده‌های اولیه دوران‌های تاریخی پس از اسلام است و در شهرستان بوئین‌زهرا، بخش آبگرم، روستای توآباد واقع شده و این اثر در تاریخ ۲۵ خرداد ۱۳۸۱ با شمارهٔ ثبت ۵۷۶۹ به‌عنوان یکی از آثار ملی ایران به ثبت رسیده است.